# Hüttenberg (Allgäuer Alpen)
Der Hüttenberg ist ein 1104 m ü. NHN hoher Nebengipfel der Salmaser Höhe in den Allgäuer Alpen oder im Bayerischen Alpenvorland, je nach Definition der nördlichen Grenze der Alpen. Er liegt im Landkreis Oberallgäu in der Gemarkung des Marktes Oberstaufen am Rand des Konstanzer Tals.

## Geologie
Der Hüttenberg gehört zum als Teil des Salmaser-Höhe-Kamms zum südlichsten Kamm des Zentralteils der Nagelfluhhöhen und Senken zwischen Bodensee und Wertach. Der Hüttenberg weist das typische Nagelfluhgestein der Allgäuer Alpen auf. Wie auch im weiteren Kammverlauf kann man das nach Norden hin aufgeschossene Schichtensystem von abwechselnd durch Kalkeinträge ausgehärteten Platten und Kiesbänken vorfinden. 
Auf etwa 1039 m ü. NHN entspringt der Salmaser Bach, der in die Konstanzer Ach mündet. 

## Geographie
Der Hüttenberg liegt auf dem Gebiet des Marktes Oberstaufen im Landkreis Oberallgäu und erhebt sich linksseits über dem Konstanzer Tal. Er liegt zwischen dem Staufen und der Salmaser Höhe. Sein Talort ist der Ortsteil Salmas von Thalkirchdorf. Im Norden des Berges fließt der Tronsberger Bach und liegt der Oberstaufener Ortsteil Tronsberg. Am Nordhang liegt das Krähholz.
Am südlichen Fuß des Hüttenbergs verlaufen die Bundesstraße 308 und die Bahnstrecke Buchloe–Lindau.

## Alpinismus
Auf dem Hüttenberg liegt die Köhleralpe und die Neuschwändlealpe. Der Hüttenberg kann von Salmas aus bestiegen werden oder ist häufig Teil bei Wanderungen von der Thaler Höhe bis nach Oberstaufen.